# José Vicente Távora
José Vicente Távora (* 10. Juli 1910 in Orobó, Pernambuco; † 3. April 1970) war ein brasilianischer Geistlicher und römisch-katholischer Erzbischof von Aracaju.

## Leben
José Vicente Távora empfing am 8. Mai 1934 das Sakrament der Priesterweihe.
Am 23. Juni 1954 ernannte ihn Papst Pius XII. zum Titularbischof von Prusias ad Hypium und zum Weihbischof in São Sebastião do Rio de Janeiro. Der Erzbischof von São Sebastião do Rio de Janeiro, Jaime Kardinal de Barros Câmara, spendete ihm am 25. Juli desselben Jahres die Bischofsweihe; Mitkonsekratoren waren die Weihbischöfe in São Sebastião do Rio de Janeiro, Hélder Câmara und Jorge Marcos de Oliveira.
Papst Pius XII. bestellte ihn am 20. November 1957 zum Bischof von Aracaju. Am 30. April 1960 wurde José Vicente Távora infolge der Erhebung des Bistums Aracaju zum Erzbistum erster Erzbischof von Aracaju.
José Vicente Távora nahm an allen vier Sitzungsperioden des Zweiten Vatikanischen Konzils teil.